# إدوارد رام
إدوارد رام (بالإنجليزية: Edward Ram)‏ هو مهندس معماري ولاعب كرة قدم بريطاني (وحمل سابقاً جنسية المملكة المتحدة لبريطانيا العظمى وأيرلندا) في مركز الوسط، ولد في يناير 1859، وتوفي في 27 يناير 1946.